# 사가미 해곡 거대지진

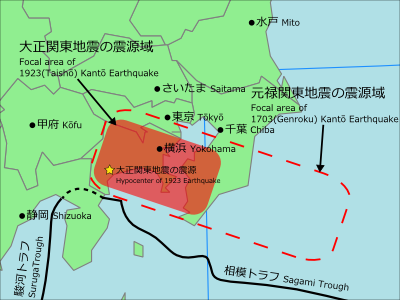
2004년 지진조사위원회가 가정한 1923년 간토 대지진(빨간 실선), 1703년 겐로쿠 지진(빨간 점선)의 추정 진원 영역.

사가미 해곡 거대지진(일본어: 相模トラフ巨大地震 사가미토라후쿄다이지신[*])은 일본의 간토 지역에서 200년 주기로 사가미 해곡의 미끄럼으로 인해 발생하는 대지진이다. 사가미 해곡에서 일어난 것으로 확실하게 알려진 지진으로는 1703년 겐로쿠 지진과 1923년 간토 대지진이 있다. 이 이전의 지진이나 간토 지진의 발생 간격이 어떤지에 대해서는 아직까지 확실하게 밝혀져 있지 않다.
미나미칸토의 사가미만은 필리핀해판과 북아메리카판의 경계인 사가미 해곡이 있는 지역으로 거대지진이 수백 년을 주기로 매번 일어나는 것으로 추정하고 있다. 선사시대에 일어난 지진은 어떤 것이 있는지 아직 확실하게 밝혀져 있지 않지만, 역사 시대에는 1703년 일어난 규모 M8.1-8.5의 겐로쿠 간토 지진과 1923년 일어난 규모 M7.9-8.3의 다이쇼 간토 지진이 기록되어 있다. 이 외에도 겐로쿠 지진과 간토 대지진 사이에 1855년 안세이 에도 지진이 일어났긴 하지만 진원 단층이 어딘지 확실하게 밝혀져 있지 않으며 사가미 해곡 지진으로 치지 않는다. 1980년 오타케 교수는 안세이 시기 지진의 진원역을 1923년 간토 대지진이 일어난 사가미 트로프의 북쪽 내륙 측면에서 일어난 것이라 추정했고, 1894년 메이지 도쿄 지진은 심발지진이라고 추정하였다.
1703년 겐로쿠 지진부터 1923년 간토 대지진까지의 지진 발생 간격과 간토 대지진의 추정 단층 미끄럼량 분석을 토대로 사가미 해곡 서쪽 절반의 판 사이 결합도는 거의 100%에 가까우며, 판 사이에 쌓인 왜곡은 거의 대부분 지진으로 방출하는 것으로 추정하고 있다.
한편 필리핀해판의 혼슈 쪽 판 사이 경계 지점은 지질학적으로 제니스 부근에 있으며, 지질학적 시간 척도에서 스루가 해곡에서 일어날 것으로 추정되는 도카이 지진을 볼 때 1923년의 간토 대지진도 판 내부에서 일어난 지진이라고 주장하는 학자들도 있다.

## 발생 확률
일본 지진조사연구추진본부는 2004년 "사가미 해곡을 따라 일어나는 M8 규모의 지진"으로 1703년, 1923년 2개 지진으로 발생 확률을 계산하고 있었다. 하지만 2014년 발표한 "사가미 해곡을 따라 일어나는 거대지진의 활동 장기평가 (제2판)"(相模トラフ沿いの地震活動の長期評価（第二版）) 에서는 "사가미 해곡을 따라 일어나는 M8 규모의 지진"을 1293년, 1703년, 1923년 3개 지진으로 계산한 발생 확률과 참고치로써 간토 지진인지 논쟁이 갈리는 1495년 지진도 계산에 포함한 4개 지진으로 계산한 확률을 이용하여 30년 이내 발생 확률이 BPT 모델(brownian passage time model)을 따른다고 가정하고 계산하였다. 보소반도 남쪽 하안단구 소택면을 만든 보소반도 남쪽 해역에서 일어나는 겐로쿠형 간토 지진의 발생 연대는 1997-99년 후지와라 교수 등의 연구에서 기원전 5,200년, 기원전 3,000년, 기원전 1,000년, 1703년으로 평균 발생 간격을 2,300년이라 계산했다. 또한 사가미 해곡 메가스러스트가 한꺼번에 파괴되는 최대 규모의 상정 지진 모델을 Mw8.6(쓰나미 단층 모델은 Mw8.7)이라 가정하고 계산하였다.
| 영역               | 양상           | 평가 시점에서 30년내 발생 확률 | 평가 시점에서 30년내 발생 확률 | 평가 시점에서 30년내 발생 확률 | 평가 시점에서 30년내 발생 확률 |
| 영역               | 양상           | 2004년 1월 1일                 | 2004년 1월 1일                 | 2014년 1월 1일                 | 2014년 1월 1일                 |
| ------------------ | -------------- | ------------------------------ | ------------------------------ | ------------------------------ | ------------------------------ |
| 다이쇼형 간토 지진 | 판 경계간 지진 | M7.9 정도                      | 거의 0 - 0.8%                  | M7.9 - 8.6                     | 거의 0 - 5%                    |
| 겐로쿠형 간토 지진 | 판 경계간 지진 | M8.1 정도                      | 거의 0%                        | M7.9 - 8.6                     | 거의 0%                        |

2015년 이후에는 일본 지진조사연구추진본부에서 간토 지진을 겐로쿠형과 다이쇼형으로 나누는 것은 사실상의 의미가 없으며 진원지의 발생 양상은 다양하기 때문에 이를 한데 묶어 "사가미 해곡을 따라 일어나는 M8 규모의 지진"으로 일괄적으로 평가하였다. 이에 따른 지진 발생 확률은 10년 내 거의 0-2%, 30년 내 거의 0-6%, 50년 내 거의 0-10%라고 평가했다. 보소반도 남쪽 하안단구 소택면 면을 만든 보소반도 남쪽 해역에서 일어나는 겐로쿠형 간토 지진은 평균 발생 간격이 2,300년으로 발생 확률이 거의 0%라고 발표하였다.
| 구역        | 지진 종류      | 2024년 1월 1일 기준  | 2024년 1월 1일 기준 |
| 구역        | 지진 종류      | 규모(M)              | 30년 내 발생 확률   |
| 사가미 해곡 | 판 경계간 지진 | M7.9 정도 (M7.9-8.6) | 거의 0 - 6%         |

## 사가미 해곡 거대지진으로 추정되는 지진
미나미칸토 지역의 역사 기록은 1590년(덴쇼 18년) 고 호조씨의 멸망과 도쿠가와 이에야스의 에도 입성을 경계로 그 이전은 가마쿠라 시대를 제외하면 거의 남아 있지 않아 역사서 연구를 통해 간토 지진의 존재를 확인하기가 매우 어렵다. 하지만 878년(사가미-무사시 지진), 1293년(가마쿠라 대지진), 1433년(에이쇼 사가미 지진)에 큰 피해를 입은 지진 기록이 사가미 해곡에서 일어난 지진으로 추정되며 이 외에도 알려지지 않은 거대지진이 일어났을 것이라고 추정하고 있다. 1257년 일어났던 쇼카 가마쿠라 지진도 사가미 해곡에 일어난 지진이라 추정하고 있다. 아래 지진 목록은 율리우스력으로 작성한 간토 지진으로 추정되는 지진이다.
1. 818년 고닌 지진(고닌 9월 7일) - 유취국사에 기록된 간토 지역 지진을 1923년 간토 대지진과 비슷하다고 보는 주장도 있다.[17][18] 사가미, 무사시, 시모사, 히타치, 고즈케, 시모쓰케에서는 지진 기록이 있으나 가즈사, 아와에서는 지진 기록이 없으며 쓰나미가 덮쳤다는 기록도 없었다는 것을 근거로 하기와라 다카히로(萩原尊禮, 1982) 교수는 내륙에서 일어난 직하형지진이라고 추정했다.[19][20]
2. 878년 10월 28일 사가미-무사시 지진(간교 2년 9월 29일) - 일본삼대실록에 간토 지역에 지진이 일어났다고 기록되어 있다. 이세하라 단층의 활동 시기와 맞물려 있다는 설과[21] 지바현 다테야마시에 발견된 900년 경의 쓰나미 퇴적물을 근거로 사가미 해곡의 판 경계간 지진이라는 설이 있다.[22][23]
3. 1293년 5월 20일 가마쿠라 대지진(쇼오 6년 4월 13일) - 1991년 이시바시 교수는 가마쿠라에 일어났다는 대지진이 사가미 해곡에서 일어난 판 경계형 거대지진이라고 주장한다.[1][24] 미우라반도의 고아지로만에서는 비슷한 시기에 밀려와 쌓인 것으로 추정되는 쓰나미 퇴적물이 발견되었다.[25] 또한 같은 시기 지표면이 융기해 물이 갇혀 생긴 것으로 보이는 이와이 저지대의 빈제도 발견되기도 했다.[26][27]
4. 1495년 9월 3일 메이오 지진(메이오 4년 8월 15일) - 가마쿠라 대일기에 고토쿠인 대불전이 유실되었다고 기록된 간토의 대지진은 1498년 일어난 메이오 도카이 지진의 오기라고 여겨졌으며[28][29] 매화무진장(梅花無尽蔵)의 기록에서는 1486년(분메이 18년) 시점에 대불이 이미 이동했다는 말이 있어 이와 모순되는 가마쿠라 대일기의 문구는 문제가 되어왔다.[30] 하지만 이날 교토에 지진이 있었다는 기록이 있으며 이시바시 교수는 1998년 사가미 해곡 거대지진일 가능성이 있다고 언급하였다.[31] 2012년 가네코 교수는 시즈오카현 이토시의 우사미 유적에서 발견된 쓰나미 퇴적물이 "가마쿠라 대일기"의 시점과 일치하며 호조 소운이 쓰나미로 인한 혼란을 틈타 오다와라성을 탈취해 장악했다는 설을 내놓았다.[9]

## 사가미 해곡 거대지진으로 간주되는 지진

### 겐로쿠 간토 지진

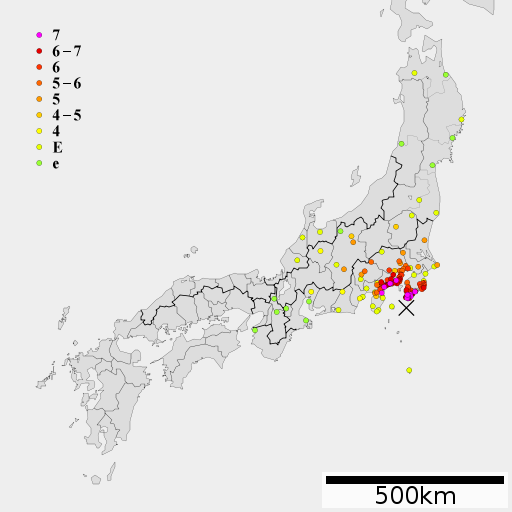
1703년 겐로쿠 지진 당시 일본 각지에서 느꼈을 것으로 추정되는 진도를 표시한 지도.

겐로쿠 지진은 1703년 12월 31일(겐로쿠 16년 11월 23일) 오후 2시경 일어난 지진이다. 1951년 히로시 교수는 겐로쿠 지진의 규모를 M8.2라고 추정했으며, 일본 중앙방재회의 수도직하지진 모델검토회에서 나온 겐로쿠 지진의 단층 모델을 통한 추정 규모는 대략 Mw8.5로 추정된다.
보소반도 남쪽 해역을 진원으로 하는 유형의 지진으로, 1973년 가사히라 교수가 세운 모델에 따르면 사가미 해곡과 평행한 역단층으로 일어난 지진이며 1923년 간토 대지진의 진원역을 포함해 태평양 바다쪽으로 더 뻗어 있는 형태라고 추정했다. 2005년 시시쿠라 교수는 겐로쿠형 지진은 다이쇼 간토 지진 유형의 지진이 수 회에 1번 비율로 연동하여 일어나고 있다고 주장했다.
겐로쿠 지진의 진도 분포는 1923년 간토 대지진의 진도 분포와 거의 같으며, 사가미만 이북 지역의 융기 및 침강 분포도 비슷하다. 1931년 이마무라 교수는 겐로쿠 지진에서 보소반도 남부 지역의 융기 높이가 더 크다고 지적했다. 또한 기이 오와세 지역 및 도사국 등 먼 지역에서도 쓰나미가 닿았다는 기록이 있으며 보소(房総) 지역에서 가장 큰 쓰나미가 있었다는 기록을 통해 진원역의 중심지는 보소반도 해역이라고 추정했다. 구주쿠리 해변을 덮친 쓰나미의 최대 높이는 대략 3m(하토리 교수는 5-6m로 추정)로 추정되는데, 이 쓰나미가 내륙 3-4km 안쪽까지 밀고 들어와 대략 3천명의 사상자가 발생했다.

### 다이쇼 간토 지진

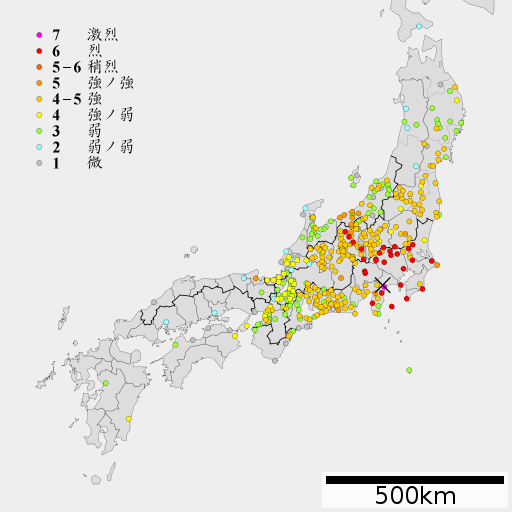
1923년 간토 대지진 당시 일본 각지에서 지진계로 감지된 진도를 표시한 지도.

다이쇼 간토 지진, 혹은 간토 대지진은 1923년 9월 1일(다이쇼 12년) 오전 11시 58분에 일어난 지진이다. 진앙은 일본 가와구치호 동쪽, 가나가와현 서부, 사가미만 등 여러 가지 설이 존재한다. 규모는 M7.9에서 M8.3까지 다양한 추정치가 있다. 일본 중앙방재회의의 수도직하지진 모델검토회의 간토 대지진 단층 모델에서는 Mw8.2로 추정하였다.
가나모리 히로오 교수는 간토 대지진은 사가미 해곡의 축과 평행한 지역의 우측면 낮은 각도의 역단층형 지진이라고 가정하였다. 간토 대지진의 단층 모델은 몇 가지가 존재하지만 거의 대부분의 경우 진원역의 서북쪽 가장자리는 야마나시현 동부나 가나가와현 서부로 잡고 있으며 동남쪽 가장자리는 노지마곶 부근이나 인근 해역으로 잡고 있다.
진원 단층은 쇼난 지역 내륙 깊숙히까지 있다 추정되며 진도는 오다와라 지역에서 가장 크게 느껴 최대 진도7까지 느낀 것으로 추정된다. 도쿄 대부분 지역은 진도 6 정도를 느낀 것으로 추정된다.

## 발생 간격 추정
간토 지진은 지진이 일어날 때마다 특정 지역이 융기하는 특성을 가지고 있기 때문에 해안선에 남겨진 지질학적 흔적을 통해 간토 지진의 발생 간격을 추정하러는 시도가 여럿 이어지고 있다.
마쓰다 교수(1985,1993)는 사가미 해곡에서 일어나는 해구형지진을 겐로쿠형, 다이쇼형, 오이쇼형 3가지로 나눠 겐로쿠형 지진은 사가미 해곡을 따라 사가미만에서 보소를 잇는 지역에서 일어나는 지진으로 발생 간격은 1,000-1,500년으로, 다이쇼형 지진은 사가미만 지역을 진원으로 하여 발생 간격을 800±400년으로, 오이쇼형 지진은 간나와·고즈-마쓰다 단층대에서 일어나는 지진으로 발생 간격을 170±60년이라 추정했다.
마쓰다 교수(1974) 등은 겐로쿠형 지진과 다이쇼형 지진은 단층 파괴 부분이 서로 상호보완적 관계에 있다고 분석하고 보소반도 남단의 해안단구에서 일어난 지진 시 융기 높이와 소택면의 고도, 평상시의 평균 침강 속도를 따져 겐로쿠형과 다이쇼형의 합친 간토 지진 거대지진의 전채 발생 간격을 700-1,200년 정도로 추정하였다. 2003년 시시쿠라 교수는 보소반도 남쪽의 이수해안 지형에서 파식대의 넓은 겐로쿠형 지진은 2,300년의 간격으로, 다이쇼형 지진은 400년의 간격으로 온다고 추정하였다.
한편, 1977년 이시바시 교수는 겐로쿠형 지진과 다이쇼형 지진은 단층 파괴 부분이 서로 포함하는 보완적 관계가 아니라고 해석하고 또한 지진의 간격이 파식 작용이 충분히 되지 않을 정도로 짧을 경우에는 눈에 띄는 평탄한 면이 생기지 않을 수 있다고 봐서 지진 간격은 최소 200-300년 간격으로 줄어들 수 있다고 추정하였다. 1976년 세노 교수는 판의 상대적 운동과 지진이 일어날 때 단층의 미끄럼량을 통해 다이쇼 지진의 발생 간격을 대략 220년 전후로 추정하였다. 1977년에는 보소반도 남부의 해안단구 융기량과 지진 직후의 융기 높이, 반동으로 인한 침강량 등을 비교하여 다이쇼형 지진 발생 간격을 180-400년으로, 겐로쿠형 지진의 발생 간격을 950-2,500년 정도로 추정했다.
2012년 후지와라 교수는 사가미 해곡 지진을 878년 사가미-무사시 지진, 1293년 가마쿠라 대지진, 1703년 겐로쿠 지진, 1923년 다이쇼 지진 4개로 두고 발생 간격을 최소 220년, 최대 415년으로 잡았다. 세노 데쓰조는 여기에 겐로쿠와 다이쇼 지진이 거의 최단 발생 간격을 두고 있다고 주장했다.

## 타 고유지진와의 관계
과거의 사가미 해곡 거대지진과 이로 추정되는 지진이 일어난 때 즈음에 거대지진이나 화산 분화가 발생한 경우가 있다. 1495년 메이오 지진이 간토 지진일 가능성이 높다고 했던 연구자들은 사가미 해곡과 난카이 해곡의 거대지진이 서로 연동하는 경우가 있다고 주장했으며 이시바시 교수도 사가미 해곡 거대지진과 난카이 해곡 거대지진의 고유주기는 서로 독립적이지만 사가미 해곡의 판 사이 접합지점이 끊어지는 것이 난카이 해곡 단층면의 필리핀해판 지점에 최후의 일격으로 충격을 줄 가능성이 있으며 타이밍이 맞으면 연쇄적으로 단층 활동이 일어날 수 있다고 분석했다.
역사적으로, 일본 해구에서 일어난 연동형지진인 869년의 조간 지진 9년 후인 878년 이세하라 단층 혹은 사가미 해곡에서 일어난 사가미-무사시 지진이 일어났으며, 이 9년 후인 887년에는 난카이 해곡 거대지진으로 추정되는 닌나 지진이 발생하였다. 또한 1498년 일어난 난카이 해곡 거대지진인 메이오 지진 3년 전에는 간토 남부에서 일어난 것으로 추정되는 1495년의 메이오 지진(메이오 간토 지진)이 일어났으며 사가미 해곡에서 일어난 지진이라는 설이 존재한다.
또한 겐로쿠 간토 지진이 일어난 지 4년 후인 1707년에는 사가미 해곡과 난카이 해곡에서 일어난 거대지진인 호에이 지진이 일어났으며 직후 역사상 마지막 후지산 분화인 호에이 대분화가 일어났다. 안도 교수 및 모기 교수는 1703년 겐로쿠 지진으로 난카이 트로프를 자극시켰고 1707년 호에이 지진을 유발시켰다고 주장한다. 또한 사가미 해곡 거대지진이 아닌 1855년 안세이 에도 지진도 1년 전인 1854년에 안세이 도카이 지진과 안세이 난카이 지진이 일어났다.

## 같이 보기
- 사가미 해곡
- 미나미칸토 직하지진
- 난카이 해곡 거대지진
  - 도카이 지진
  - 도난카이 지진
  - 난카이 지진
- 산리쿠 해역 지진

## 참고 문헌
- 阿部勝征ほか (1989년 3월 25일).  佐藤良輔編著, 편집. 《日本の地震断層パラメーター・ハンドブック》. 鹿島出版会. ISBN 978-4-3060-3232-3.
- 萩原尊礼ほか (1982). 《古地震 -歴史資料と活断層からさぐる》. 東京大学出版会. 2015년 1월 29일에 원본 문서에서 보존된 문서. 2019년 5월 23일에 확인함.
- 石橋克彦 (1994년 8월). 《大地動乱の時代 -地震学者は警告する-》. 岩波書店. ISBN 978-4-00-430350-3.
- 石橋克彦 (2014년 3월). 《南海トラフ巨大地震 -歴史・科学・社会-》. 岩波書店. ISBN 978-4-00-028531-5.
- 寒川旭 (2007년 11월). 《地震の日本史 -大地は何を語るのか-》. 中公新書. ISBN 978-4-12-101922-6.
- 武村雅之 (2003년 5월). 《関東大震災 -大東京圏の揺れを知る》. 鹿島出版会. ISBN 978-4-3060-9370-6.
- 都司嘉宣 (2011년 5월). 《千年震災 -繰り返す地震と津波の歴史に学ぶ》. ダイヤモンド社. ISBN 978-4-478-01611-4.
- 宇佐美龍夫 (2003년 4월). 《最新版 日本被害地震総覧 416‐2001》. 東京大学出版会. ISBN 978-4-1306-0742-1.
- 宇津徳治ほか (2001년). 《地震の事典》 第2版판. 朝倉書店. ISBN 4254160399.
- 武者金吉, 편집. (1941). 《大日本地震史料 増訂》. 文部省震災予防評議会. 国立国会図書館サーチ
- 東京大学地震研究所, 편집. (1973년 8월). 《関東大地震50周年論文集》. 国立国会図書館サーチ
- 《日本歴史地名大系 14 神奈川県の地名》. 日本歴史地名大系. 平凡社. 1984년.
- 中央防災会議・災害教訓の継承に関する専門調査会報告書 平成18年7月 1923 関東大震災